# Хоакін Меніні
Хоакін Меніні (ісп. Joaquín Menini, нар. 18 серпня 1991) — аргентинський хокеїст на траві, олімпійський чемпіон 2016 року.

## Виступи на Олімпіадах
| Олімпіада           | Дисципліна     | Місце |
| ------------------- | -------------- | ----- |
| Ріо-де-Жанейро 2016 | хокей на траві | 1     |

## Зовнішні посилання
- Хоакін Меніні — олімпійська статистика на сайті Sports-Reference.com (англ.) (архівна версія)

1. 1 2  https://olympics.com/en/paris-2024/athlete/joaquin-menini_1934317